# Sabrina Fortune
Sabrina Fortune (25 maggio 1997) è un'atleta paralimpica britannica specializzata nel getto del peso. Affetta da disprassia verbale, è classificata F20.

## Biografia
Nel 2015 fa il suo esordio in un campionato internazionale, i mondiali paralimpici di Doha, dove si classifica quarta nel getto del peso F20. Nel 2016 scende in pedana ai Giochi paralimpici di Rio de Janeiro, dove conquista la medaglia di bronzo.
Ai campionati europei paralimpici di Berlino 2018 conquista la medaglia d'oro e il record della manifestazione scagliando il peso a una distanza di 13,30 m. Anche ai campionati mondiali paralimpici di Dubai 2019 segna il nuovo record del getto del peso F20 con la misura di 13,91 m, che le vale la medaglia d'oro.
Nel 2021 partecipa alla sua seconda paralimpiade, quella di Tokyo 2020, dove si classifica quinta con la misura di 13,56 m. Nel 2023 torna in pedana ai campionati mondiali paralimpici di Parigi, dove è nuovamente medaglia d'oro, così come all'edizione successiva di Kobe 2024, dove fa registrare il nuovo record del mondo nel getto del peso F20 portandolo a 14,73 m. Lo stesso anno, il 21 luglio, migliora ulteriormente il record mondiale fissandolo a 14,83 m durante i campionati britannici a Birmingham. Alle Paralimpiadi di Parigi vince la medaglia d'oro (la sua prima a livello paralimpico) e ritocca ancora una volta il record mondiale, portandolo a 15,12 metri.

## Record nazionali
- Getto del peso F20: 15,12 m  ( Parigi, 1° settembre 2024)

## Palmarès
| Anno | Manifestazione                  | Sede           | Evento             | Risultato | Prestazione | Note                          |
| ---- | ------------------------------- | -------------- | ------------------ | --------- | ----------- | ----------------------------- |
| 2015 | Campionati mondiali paralimpici | Doha           | Getto del peso F20 | 4ª        | 12,27 m     | Miglior prestazione personale |
| 2016 | Giochi paralimpici estivi       | Rio de Janeiro | Getto del peso F20 | Bronzo    | 12,94 m     | Miglior prestazione personale |
| 2018 | Campionati europei paralimpici  | Berlino        | Getto del peso F20 | Oro       | 13,30 m     | Record dei campionati         |
| 2019 | Campionati mondiali paralimpici | Dubai          | Getto del peso F20 | Oro       | 13,91 m     | Record dei campionati         |
| 2021 | Giochi paralimpici              | Tokyo          | Getto del peso F20 | 5ª        | 13,56 m     |                               |
| 2023 | Campionati mondiali paralimpici | Parigi         | Getto del peso F20 | Oro       | 14,01 m     | Record dei campionati         |
| 2024 | Campionati mondiali paralimpici | Kōbe           | Getto del peso F20 | Oro       | 14,73 m     |                               |
| 2024 | Giochi paralimpici              | Parigi         | Getto del peso F20 | Oro       | 15,12 m     |                               |